# Li Kenong
Li Kenong (ur. 15 września 1899, zm. 9 lutego 1962) – chiński komunista, oficer wywiadu.
Pochodził z Chaohu w prowincji Anhui, od 1927 roku był członkiem Komunistycznej Partii Chin. Wziął udział w ekspedycji północnej. Po rozpoczęciu przez rządzący Kuomintang prześladowań działaczy komunistycznych wyjechał w 1928 roku na polecenie partii do Szanghaju, gdzie pod przykrywką pracy dziennikarza prowadził szpiegostwo na rzecz komunistów. 
Po rozbiciu przez agentów Kuomintangu w 1931 roku komunistycznej siatki szpiegowskiej w Szanghaju uciekł na kontrolowane przez komunistów tereny w prowincji Jiangxi, gdzie został dyrektorem Biura Bezpieczeństwa Publicznego Chińskiej Republiki Rad i szefem pionu politycznego chińskiej Armii Czerwonej. Uczestniczył w Długim Marszu. Po wybuchu w 1937 roku wojny chińsko-japońskiej był członkiem delegacji komunistycznej negocjującej w Xi’anie zawarcie z Kuomintangiem wspólnego frontu antyjapońskiego, następnie służył jako oficer łącznikowy i wywiadowczy. Po wybuchu w 1946 roku wojny domowej został szefem wywiadu.
Po utworzeniu w 1949 roku Chińskiej Republiki Ludowej został dyrektorem Centralnego Wydziału Śledczego. Był członkiem chińskiej delegacji na rozmowy pokojowe w Panmundżom w sprawie zawieszenia broni w wojnie koreańskiej oraz na konferencję genewską w 1954 roku. W 1955 roku awansowany do stopnia generała pułkownika, zaś w 1956 roku został członkiem Komitetu Centralnego KPCh.